# Sten Sture den äldres intåg i Stockholm
Sten Sture den äldres intåg i Stockholm är en målning av Georg von Rosen från 1864. Denna målning målade han när han kommit hem från sin resa från Belgien där han mötte Hendrik Leys.